# Luis Papic
Luis Papic Ramos (Huara, Tarapacá, 23 de mayo de 1919 - Santiago, 18 de septiembre de 1990) fue un contador y político demócrata-cristiano chileno de origen croata.

## Primeros años de vida
Fue hijo de don Juan Papic Bacvvic y doña Delfina Ramos Jirón. Estudió en colegios particulares, teniendo un título técnico en contabilidad. Casado con Guillermina del Carmen Domínguez Jaramillo (1946).
Trabajó como empleado de la Embotelladora Agua Mineral Termas de Chuzmiza (1935), en Correos y Telégrafos de las salitreras Aguada y Santa Rosa (1936-1937), en el Instituto de Fomento Pesquero de Tarapacá (1938), en la Salitrera María Elena (1939-1940), en Humberstone (1942), en la Caja de Seguro Obligatorio de Valdivia (1942-1945) y en la Sociedad Linos de La Unión (1946).
Con su hermano Humberto se independizó y crearon entre 1950 una industria de la madera y del cuero en la zona sur, en Río Bueno. Viajaron a Bolivia y Argentina realizando ventas de sus productos, entablando relaciones comerciales fructíferas en centros mineros de Pulacayo, Mina Pirquitas y Jujuy.

## Vida política
Se integró a la Falange Nacional en 1940 y la Democracia Cristiana en 1957.
Elegido regidor de la Municipalidad de Río Bueno (1956-1960). Candidato a Diputado por Llanquihue, Aysén y Puerto Varas (1957), pero no resultó elegido.
Fue Diputado por Valdivia, Río Bueno y La Unión (1961-1965). Integró la comisión permanente de Economía y Comercio, de Agricultura y Colonización, de Hacienda, y de Vías y Obras Públicas. 
Miembro de la Delegación Parlamentaria de Chile para la creación del Parlamento Latinoamericano, organizado en Lima, Perú (1964).
Diputado por Valdivia, Río Bueno y La Unión (1965-1969). Fue parte de la comisión permanente de Gobierno Interior, de Salud Pública, de Defensa, de Educación Física y Deportes y de Relaciones Exteriores. * Vicepresidente de la Cámara de Diputados (25 de mayo de 1965-29 de marzo de 1966).
Senador por Valdivia, Osorno y Llanquihue (1969-1977); figuró en la comisión permanente de Hacienda, de Economía y Comercio, de Defensa Nacional, de Obras Públicas y de Policía Interior.

El Golpe de estado del 11 de septiembre de 1973, puso término anticipado al período legislativo por medio del Decreto Ley N.º 27, del 21 de septiembre de 1973, el cual disolvió el Congreso Nacional y se da inicio a una Dictadura, encabezada por el general Augusto Pinochet Ugarte (1973-1990).

A partir de 1973 y el inicio de la dictadura militar, Luis Papic se retira al norte a dedicarse a sus labores empresariales en territorios que adquirió en 1960. Fallece en la capital, en septiembre de 1990. Al año siguiente comienza una lucha por la devolución de estas tierras ancestrales a la comunidad aymará.

## Historial electoral

### Elecciones parlamentarias de 1969
- Elecciones parlamentarias de 1969  Candidato a Senador Novena Agrupación Provincial, Valdivia, Osorno y Llanquihue. Período 1969-1977 (Fuente: Diario El Mercurio, 4 de marzo de 1969).